# Durvalumab

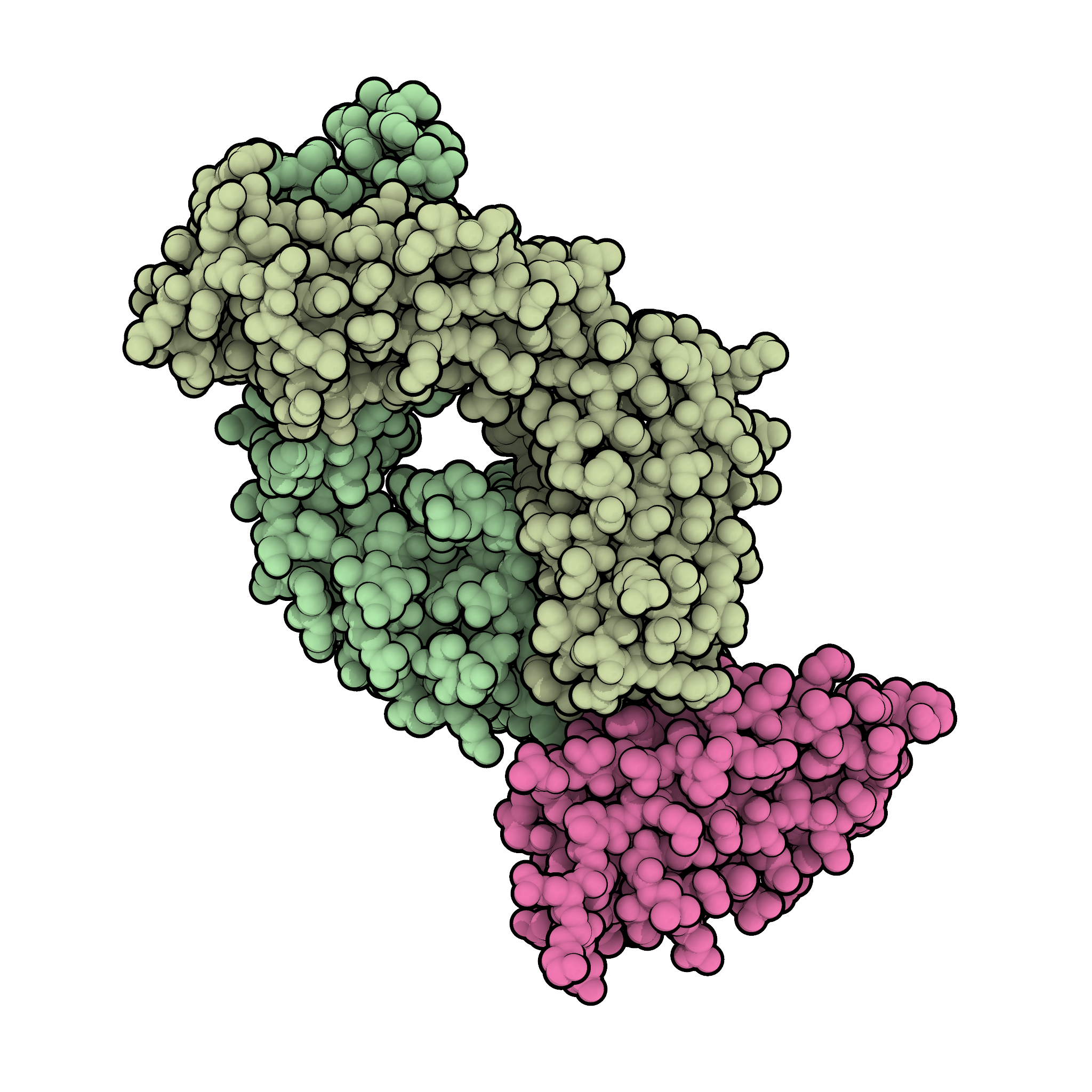
Complexe Durvalumab (vert) - PD-L1 (rose)

Le durvalumab est un anticorps monoclonal ciblant le PD-L1 et utilisé dans le traitement de certains cancers. Le titulaire de l'autorisation de mise sur le marché (AMM) est la société AstraZeneca sous le nom commercial d'Imfinzi.

## Efficacité
Dans le cancer bronchique non à petites cellules évolué (stade III), en association avec une chimiothérapie et une radiothérapie, le durvalumab permet d'augmenter la durée de la rémission et de diminuer la mortalité. Il augmente la durée de rémission lorsqu'il est utilisé en péri-opératoire d'un cancer de l'estomac, en association avec une chimiothérapie classique.
Depuis le 27 août 2020, le durvalumab bénéficie d'une extension d'indication de l'AMMc : en association à l’étoposide et aux sels de platine (carboplatine ou cisplatine), il est indiqué dans le traitement de première intention des patients atteints d'un cancer bronchique à petites cellules à un stade étendu (CBPC-SE).